# Franco Gaeta
Franco Gaeta (Venezia, 1º marzo 1926 – Roma, 14 marzo 1984) è stato uno storico italiano.

## Biografia
Dopo aver partecipato giovanissimo alla Resistenza si laureò all'Università di Padova e fu borsista dell'Istituto italiano per gli studi storici. Fu docente all'Università dell'Aquila, poi a quella di Roma. Attento anche alle dinamiche della storia contemporanea, fu soprattutto studioso del Rinascimento con edizioni importanti tra cui quella delle Nunziature di Venezia per gli anni 1533-54 (Roma, Istituto storico italiano per l'eta moderna e contemporanea, 1958-67), e quella delle Lettere di Niccolò Machiavelli (Milano, Feltrinelli, 1961; edizione ampliata Torino UTET, 1984). Con Pasquale Villani scrisse fortunati e più volte ristampati manuali scolastici e universitari (Documenti e testimonianze: antologia di documenti storici, Milano, Principato, 1971; Corso di storia, Milano, Principato, 1974).

## Opere principali
- Lorenzo Valla: filologia e storia nell'umanesimo italiano, Napoli, nella sede dell'Istituto italiano per gli studi storici, 1955
- Il nazionalismo italiano, Napoli, ESI, 1965; edizione accresciuta Roma-Bari, Laterza, 1981